# Chronologie de la Champagne
Cet article liste les événements qui se sont déroulés en Champagne entité physique et historique.

## Préhistoire et protohistoire

### Néolithique

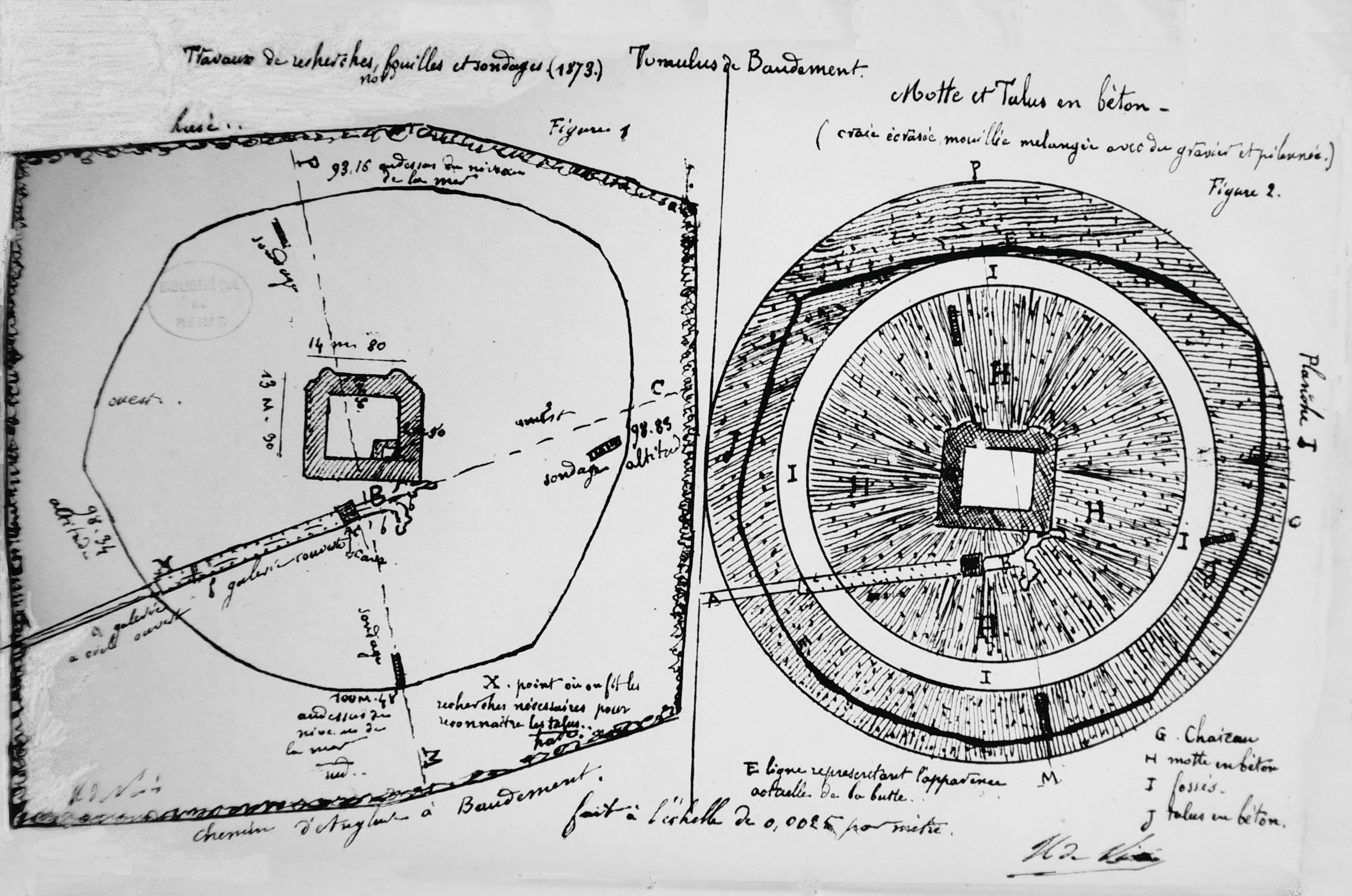
Tumulus de Baudement

- Des traces d'habitation attestées par les tumulus de Baudement, Tumuli de Bussy-le-Château et le Cimetière mixte (tumulus).

### Second Âge du fer
- Inhumations princières des Lingons à Vix et au Moutot.

## Période gauloise
- 57 av. J.-C. : Bataille de l'Aisne.
- 53 av. J.-C. : César ordonne au concilium Galliae de se réunir à Durocortorum.

## Période gallo-romaine etIermillénaire

### IIesiècle
- Erection de la porte de Mars, plus grand arc de triomphe.

### Vesiècle
- 451, le 20 juin : bataille des champs Catalauniques, (qui se situerait près du site actuel de Châlons-en-Champagne, ou près du site actuel de Troyes, en un lieu appelé « Campus Mauriacus », dans la plaine de Moirey, commune de Dierrey-Saint-Julien), où Attila fut battu par le général Aetius ;
- 486 : Clovis bat Syagrius à la Bataille de Soissons (486)[1].
- 496,  25 décembre : l'évêque Rémi de Reims baptise de Clovis[1].

### IXesiècle
- 877 : Louis II le Bègue, assemble les États et se fit proclamer roi au Mont-Aimé.
- 878 : Concile de Troyes.
- 880 : Bataille d'Attigny.

### Xesiècle
- 923 : Bataille de Soissons (923),
- 978 : Bataille de Soissons (978)
- 991 : Concile de Reims .

## IIemillénaire

### XIesiècle
- Le Concile de Reims de 1049 tenu par le Pape Léon IX, celui de 1094 avec le roi.

### XIIesiècle
- La Guerre de Succession de Champagne,
- le Concile de Troyes de 1129 qui reconnaît l'Ordre du Temple, celui de 1131 à Reims avec le Pape Innocent II et le roi Louis VI, celui de 1164 avec le Pape Alexandre III à Reims ;
- mais aussi les Foires de Champagne.

### XIIIesiècle
- Répression du catharisme dans la région par exemple le 13 mai 1239, 183 hommes et femmes furent brûlés sur le bûcher sur ordre de Robert le Bougre.

### XIVesiècle
- Le siège de Reims en 1359 qui marque le ravage des campagnes.

### XVesiècle
- siège de Rethel (1411).
- Le Traité de Troyes de 1420 signé en la ville entre parti anglais et français.
- Chevauchée vers Reims qui après la bataille de Patay voit les villes de Troyes après un siège, Châlons et Reims ouvrir leurs portes pour y faire sacrer le roi.

### XVIesiècle
- Lors de la neuvième guerre d'Italie, Bayard gagne le Siège de Mézières et le comte de Sancerre le Siège de Saint-Dizier (1544) suivie de la Trêve de Crépy-en-Laonnois.
- Lors de la onzième guerre d'Italie, Bataille de Saint-Quentin (1557).
- La Paix de Vervins de 1598.

### XVIIesiècle
- Le 6 mai 1606 que Charles Ier Gonzague (1580-1637), duc de Nevers et de Rethel, décide de créer Charleville.
- Le siège de La Mothe (1634) lors de la guerre de Trente Ans.
- Lors de la Fronde et de la guerre de succession d'Espagne :
  - en 1643, le 19 mai, la  bataille de Rocroi, où l'armée de Champagne conduite par le comte d'Espenan, l'armée de Bourgogne conduite par le maréchal de La Meilleraye et l'armée de Picardie du duc d'Enghien repoussent l'invasion de l'armée de Flandres du général espagnol de Melo.
  - la Bataille de Rethel en 1650.

### XVIIIesiècle
- 1792, 20 septembre : bataille de Valmy, où les généraux Dumouriez et Kellermann arrêtent l'armée prussienne en achetant son général, le duc de Brunswick, permettant le développement ultérieur de la Révolution.

### XIXesiècle
- Lors de la campagne de France (1814) :
  - Bataille de Laon,
  - combat de Berry-au-Bac,
  - Combat de Saint-Dizier,
  - bataille de Brienne,
  - bataille de Reims,
  - bataille de La Rothière.
- Lors de la guerre de 1870 :
  - La Bataille de Saint-Quentin (1871),
  - le Combat de Longeau et
  - la bataille de Sedan.

### XXesiècle
- la Grande Semaine d'aviation de la Champagne, première réunion aéronautique internationale.
- Un ensemble de crues comme la Crues dans la Marne en 1910.
- Révolte des vignerons de la Champagne en 1911.
- Les Batailles de la Marne : 
  - Bataille de la Marne (1914),
  - Bataille de la Marne (1918)..
- La percée de Sedan en 1940.